# Euplatysphaera indochinensis
Euplatysphaera indochinensis is een keversoort uit de familie bladkevers (Chrysomelidae). De wetenschappelijke naam van de soort werd in 1934 gepubliceerd door Chen.